# Enrique XV de Reuss-Lobenstein

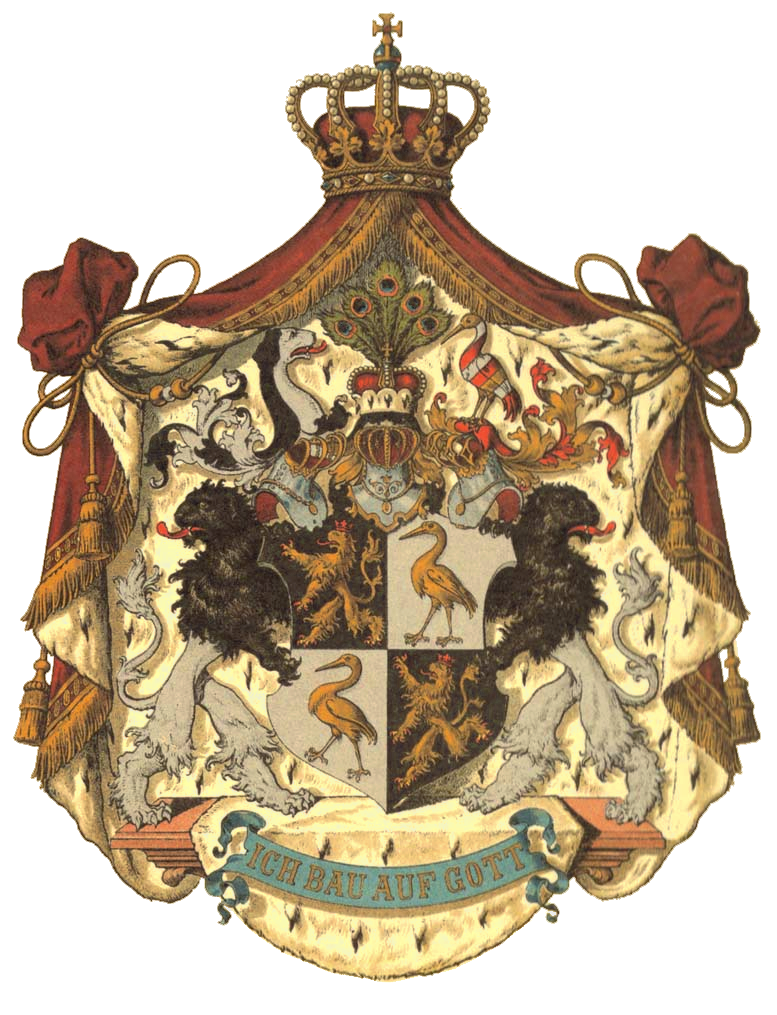
Armas de la "línea menor" de Reuss

Enrique XV de Reuss-Lobenstein (en alemán: Heinrich IV, Graf Reuss zu Lobenstein; 24 de septiembre de 1674, Bad Lobenstein - 12 de mayo de 1739, Bad Lobenstein) fue un miembro de la familia Reuss de "la línea joven", fue conde y señor de Reuss-Lobenstein (1710-1739).

## Historia
Era el hijo mayor de 14 hijos del conde Enrique III de Reuss-Lobenstein (1648-1710) y su esposa la condesa María Cristiana de Leiningen-Westerburg (1650-1714/1740), hija del conde Jorge Guillermo de Leiningen-Westerburg (1619-1695) y la condesa Sofía Isabel de Lippe-Detmold (1626-1688).

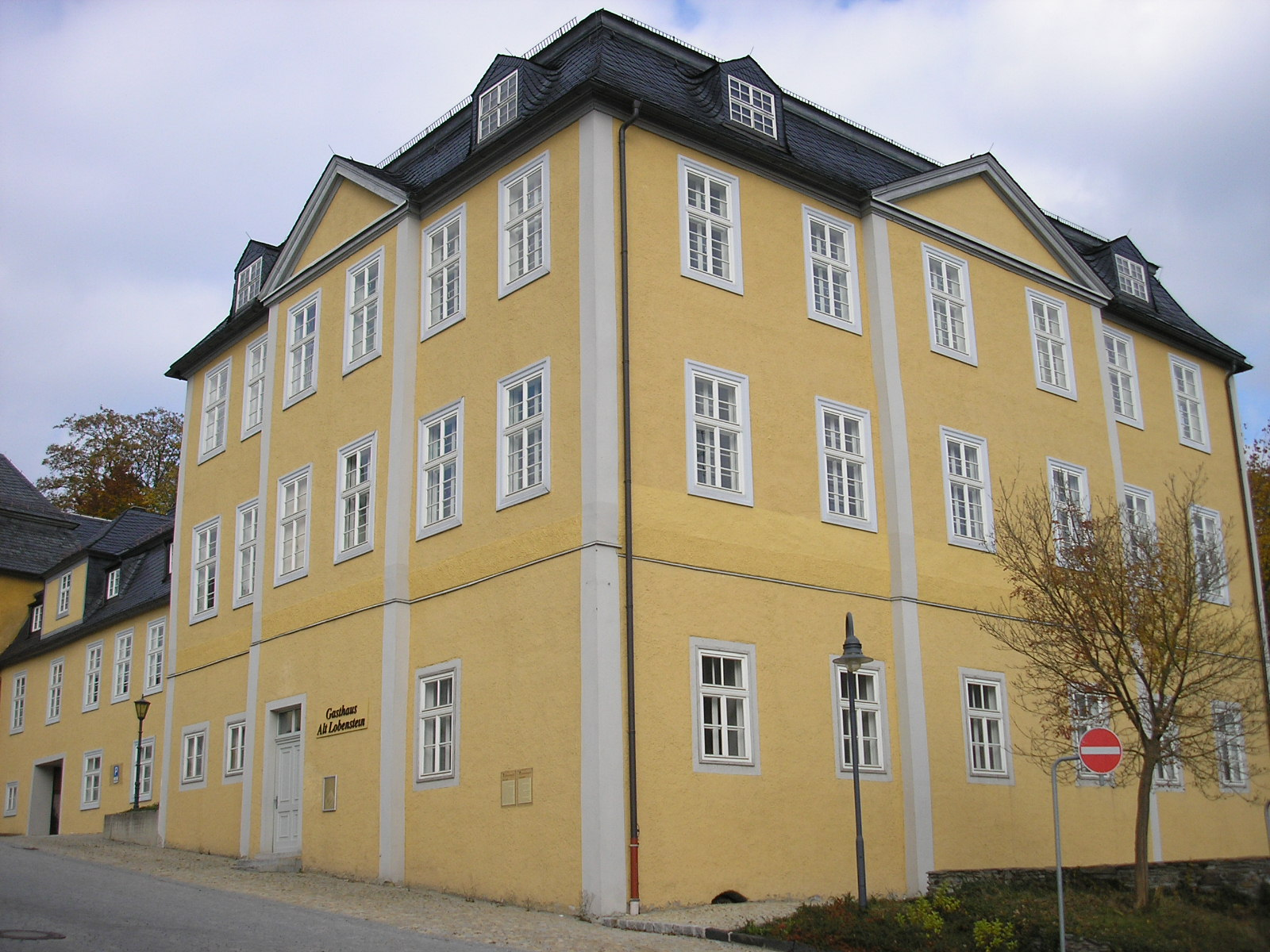
Palacio nuevo de Bad Lobenstein

Enrique XV mandó a construir el nuevo palacio barroco de Lobenstein fuera de las murallas de la ciudad y terminó en 1728. El palacio fue residencia hasta 1824, de la rama de Lobenstein.
Enrique XV murió a la edad de 64 años el 12 de mayo de 1739 en Bad Lobenstein, Turingia. Fue sucedido por su hijo mayor, Enrique II de Reuss-Plauen-Lobenstein (19 de julio de 1702 - 6 de mayo de 1782).

## Matrimonio y descendencia
Enrique XV de Reuss-Löbenstein se casó el 21 de julio de 1701 en Waldenburg con la condesa Ernestina Eleonora von Schönburg-Waldenburg-Hartenstein (* 2 de noviembre de 1677, Waldenburg; † 2 de agosto de 1741, Lobenstein), hija del conde Otón Luis de Schönburg-Hartenstein (1643-1701) y Sofía Magdalena de Leiningen-Westerburg (1651-1726). Tuvieron 14 hijos:
- Enrique II de Reuss-Plauen-Lobenstein (19 de julio de 1702 - 6 de mayo de 1782), conde y señor de Plauen-Lobenstein (1739-1782), casado el 23 de noviembre de 1735 en Fürstenstein, Baviera, con Juliana Dorotea Carlota de Hochberg (10 de junio de 1713 - 22 de mayo de 1757), tuvo una hija y un hijo:
  - Leonor (1737-1782), regente de Stolberg-Gedern (1767-1782), se casó en Schleitz el 8 de junio de 1760 con el príncipe Cristian Carlos de Stolberg-Gedern (1725-1764), hijo del príncipe Federico Carlos de Stolberg-Gedern (1693-1767)
  - Enrique XXXV de Reuss (1738-1805), Conde (1782-1790) y  Príncipe de Reuss-Lobenstein (1790-1805), murió soltero.
- Cristina Sofía de Reuss (7 de enero de 1704 - 13 de enero de 1773), soltera
- Enrique III de Reuss (14 de diciembre de 1704 - 5 de mayo de 1731 en duelo en Lodi)
- Enriqueta Leonor de Reuss (1 de enero de 1706 - 7 de abril de 1762), casada el 21 de febrero de 1733 en Lobenstein con el conde Erdmann II de Promnitz-Pless-Drena (22 de agosto de 1683 - 7 de septiembre de 1745)
- Luisa Guillermina de Reuss (27 de febrero de 1707 - 20 de abril de 1733)
- Enrique VII de Reuss (26 de abril de 1708 - 5 de diciembre de 1733, en la batalla de Montescaglioso, Basilicata, Italia)
- Cristina Teresa de Reuss (16 de septiembre de 1709 - 3 de febrero de 1777)
- María Cristina de Reuss (24 de septiembre de 1710 - 28 de septiembre de 1710)
- María Albertina Augusta de Reuss (13 de junio de 1712 - 22 de agosto de 1714)
- María Magdalena de Reuss (27 de agosto de 1713 - 18 de noviembre de 1771), soltera hija (*/† 12 de octubre de 1714)
- hijo (*/† 26 de junio de 1716)
- María Albertina de Reuss (7 de diciembre de 1717 - 30 de abril de 1774), soltera
- Ernestina Federica (Fritze) de Reuss (23 de noviembre de 1718 - 28 de septiembre de 1776), soltera